# Adolphe Grimault
Pour les articles homonymes, voir Grimault (homonymie).
Adolphe, Clément Grimault, né le 3 juin 1874, et mort le 20 octobre 1953 à Niort, est un peintre français.

## Biographie

### Jeunesse et formation
Intéressé très tôt par le dessin et la peinture, il prend des cours du soir à l'école municipale de dessin de Niort. Il y obtient de très bons résultats. Encouragé par sa mère il s'inscrit à l'École nationale supérieure des beaux arts à Paris, il y étudie pendant cinq ans.

### Un artiste Classique
Adolphe Grimault utilise pendant toute sa carrière plusieurs modes d'expression. Il est l'auteur de nombreuses aquarelles, pastels et peintures avec comme sujet des natures mortes, des paysages et des portraits. Son style est classique.
Il expose régulièrement à des salons régionaux et dans des galeries à Niort, Royan et La Rochelle.

En 1932 l'adresse de son domicile et atelier se situe au 151 avenue de Paris à Niort.

## Œuvres
(liste non exhaustive)
| Tableau                                        | Date d'exécution | Support et dimensions        | Expositions, notes                             | Lieu de conservation    |
| ---------------------------------------------- | ---------------- | ---------------------------- | ---------------------------------------------- | ----------------------- |
| Le Port de la Rochelle                         |                  | aquarelle 18,5 × 28 cm       | Vente Geoffroy - Bequet Royan avril 2008       | Collection particulière |
| Bouquet d'Œillet                               |                  | huile sur panneau 24 × 33 cm |                                                | Collection particulière |
| Nature morte aux homard, poissons et crustacés |                  | huile sur toile 50 × 65 cm   |                                                | Collection particulière |
| Portrait de Madame Anna Bourreau, née Sauquet  | 1902             | huile sur toile 102 × 66 cm  | Salon de la société des amis des Arts de Niort | Collection particulière |
| Bergère pensive                                | circa 1903       | huile sur toile 135 × 200 cm | Salon Poitevin à Niort en 1903                 | Localisation inconnue   |

## Expositions, salons
- 1903 - Salon Poitevin à Niort : Bergère pensive hst, Matin de novembre hst[5].
- 1916 - Salon des Dessinateurs Humoristes de Paris en province, organisé à Niort au profit des œuvres de guerre : Campagne de Belgique et de France dessin, Nos commères et L'Ile aux mouettes à Royan aquarelles[5].
- 1932 - Salon de l'Orientine à Poitiers : Port de la Rochelle hst, Château du Roy à St Emilion hst, La Vendée à Chaix hst, Anzay en Vendée hst, La Rochelle hst, Une rue à St Emilion hst[3].
- -Salons de la société des Amis des Arts de Niort : Portrait de Madame Anna Bourreau, Vue de la colline St André, Vue du donjon, Vue de l'Allier à Vichy, Troupeau de moutons aux environs de Niort, Troupeau sur le chemin, Petite rue à St Emilion[5].